# 水路部 (日本海軍)
水路部(すいろぶ)は、旧日本海軍の組織の一つで、海軍省の外局。海図製作・海洋測量・海象気象天体観測を所掌した。現在、その業務は海上保安庁海洋情報部が担当している。

## 沿革

### 前史
長崎海軍伝習所の第1期伝習生の小野友五郎は、安政2年(1855年)10月から天測と測量術を学び、咸臨丸の太平洋横断時には、航海、測量士官として乗り組んで経緯度を測った。
また文久元年(1861年)12月の小笠原方面開拓では、咸臨丸船長として参加してこの方面の測量を行い、日本水路事業の発端を開いた。
明治2年(1869年)7月に兵部省が発足し、11月に兵部大丞・川村純義は、柳楢悦と伊藤雋吉を兵部省御用掛とし水路事業を進めるよう命じた。
明治3年(1870年)5月、両名は「第一丁卯艦」に乗艦しイギリス海軍測量船「シルビア号」(HMS Sylvia、750トン、150馬力)と協同で、本州南岸、志摩的矢、紀州尾鷲泊地、瀬戸内海塩飽諸島、備讃瀬戸方面の測量を行った。
また柳は明治4年(1871年)2月に「春日艦」の艦長となり、「シルビア号」と共に北海道沿岸の測量を行った。
この測量には伊藤も参加している。

### 水路局
明治4年7月28日(1871年9月12日)、兵部省は陸軍部と海軍部に分けられ、
同日海軍部に秘史局、軍務局、造船局、會計局と「水路局」が置かれた。
後の1941年(昭和16年)7月28日に水路部創立記念日は7月28日と定められている。
または同年9月8日(1871年10月21日)、海軍部に「水路局」が設けられた
(兵部省海軍部内條例)。
水路局の所管事業は水路測量、浮桶(浮標)、瀬印(立標)、燈明台(灯台)に関するものと定められた。
また水路局の下には2つの掛が設けられた。
- 記注庶務掛:浮桶瀬印燈明台ヲ築造製作シ入用ノ諸物ヲ蓄蔵シ及浮桶等位地転移ヲ詳記シ水路測量諸図管轄等一切ノ庶務ヲ司ル事
- 會計勘査掛:諸金額出納会計並ニ現在器械諸物品ノ用不要等ノ勘査ヲ司ル事

定員は監督長官として少将、その他に大佐1名、少佐2名とされたが、実際には北海道測量を行っていた柳少佐以下の人員を当てる以外無かった。
柳少佐が9月12日(1871年10月25日)に水路掛となり、その他3名の計4名が水路局の最初の人員となった。
明治5年2月28日(1872年4月5日)に海軍省が設置され、
「水路局」は海軍省にそのまま引き継がれた。

### 水路寮
明治5年10月22日(1872年11月22日)
(または同年10月13日(1872年11月13日))
に「水路局」が廃止され、海軍卿直轄の「水路寮」を設置、海軍省の外局となった
(太政官第305号)。
水路寮は二等寮の文官組織だった。
同年11月2日(1872年12月2日)施行の海軍省条例(無号)により、水路寮の業務は「第一条第二、水路寮ハ海路測量・水路嚮導監督・灯台浮標建築補持配置等ヲ司ル事」とされた。

### 水路局
1876年(明治9年)8月31日の海軍職制(太政官第95号)によって、海軍省は事務・会計・主船・水路・医務・兵器の6局に分けられ、「水路局」は再び武官組織となった。
また同年9月1日の海軍省達丙第3号で、水路局の事務掌程は「海河ヲ測量シ其ノ海図ヲ調製シ水路誌ヲ編集シ及測量ニ関スル諸具ヲ管掌ス」とされ、業務から航路標識が除外された。
また局には庶務課・測量課・製図課・計算課の4課が設置された。
艦船や官庁へ渡す海図等は、海図が製図課掌図掛、書誌類が庶務課書籍掛、測器類が製図課測器掛で取り扱ってきたが、艦船数の増加により事務が繁雑になったため、1879年(明治12年)5月13日の海軍省達丙第41号で新しく「整什課」を設け、事務を一元化した。
これにより各課の各掛は以下のように改められた。
- 庶務課:事務記録掛、外信掛、翻訳掛、報告掛、写字掛
- 測量課:観象台掛、量地掛
- 整什課
- 製図課:浄写掛、写図掛、銅鐫掛、刷版掛
- 計算課

1880年(明治13年)3月に世界各国の「寰瀛水路誌」100巻刊行の計画となり、測量課に反訳掛を設けたが、翻訳以外の計画、告知、編集、出版等は庶務課の翻訳掛で行うことになり、海図と水路書誌の編集発行が別々の課で行われるようになった。
そこで編集発行の一元化を図ることになり、1882年(明治15年)2月13日(海軍省達丙第9号)に製図課を廃止して図誌課を新設、これに庶務課の翻訳掛を含めることにした。
- 図誌課:製図掛、水路誌掛、水路報告掛、校刊掛、図書掛、写真掛、鐫刻掛、刷版掛、用度掛[15]

1883年(明治16年)2月1日に測量課を廃止し、量地課と観象課を設置した。
- 量地課:量地掛、測器掛[19]
- 観象課:測天掛、測候掛、試験掛、報告掛[19]

既に天象台(後の東京天文台)で天文観測、気象観測を行っており、水路局の分掌規程に追加するように再三上申していた結果だった。
また、この分離は後の全国海岸測量12か年計画を強力に実施する含みもあった。
この「水路局各課掌務心得」で水路局の業務は次の4つとなった。
1. 河海ヲ測量シテ海図ヲ調製シ水路誌ヲ編集スル事
2. 水路ニ関スル事件ヲ報告スル事
3. 海軍部内供用ノ測器海図及水路ニ関スル書誌ヲ管理スル事
4. 観象台ヲ管轄シ其事務ヲ施行スル事

1884年(明治17年)3月15日、水路局附属が廃止された。

### 海軍水路部
1885年(明治18年)12月に政府は太政官制度から内閣制度に移行した。
それに伴い「水路局」は海軍省の独立庁となったために、1886年(明治19年)1月から「海軍水路部」と呼称した。
正式には同年4月22日の海軍水路部官制(勅令第26号)により、武官組織の「海軍水路部」となった。
『海軍制度沿革 巻二』の「水路部ノ沿革」によると同年4月26日に「水路局」は廃止され、「海軍水路部」が設置とされる。
業務は「海軍水路部ハ水路測量・海図調製・水路誌編纂・気象観測及図誌測器ノ配備其他航海ノホアンニ関スル事項ヲ掌ル」とされた。
これまでの6課が廃止され、測量科、図誌科、測器科の3科と計算課が設置された。
従来の庶務課の仕事は計算課が行い、観象課は観象台に戻り、観象台長が置かれた。

### 水路部
1888年（明治21年）6月26日、「水路部条例」が定められ、「海軍水路部」が廃止され「水路部」を設置、部長は海軍参謀本部長に隷属となった。1889年（明治22年）3月22日、部長は海軍参謀部長の隷属となる。1893年（明治26年）5月19日、海軍軍令部長の隷属となる。同年5月20日、計算課を会計課と改称。1897年（明治30年）3月30日、「測器科」を廃止。同年4月12日、海軍大臣に隷属となり、再び海軍省の機関に復帰した。
1900年（明治33年）5月24日、測器科を設置。1913年（大正2年）4月1日、測器科を廃止。1920年(大正9年)9月30日、これまでの課(科)を廃止し、第1課(図誌)、第2課(測量)、第3課(海図)、第4課(航海年表)、会計課を設置し、副官を置く。
1920年（大正9年）「水路部令」(大正9年10月1日勅令第444号)が制定され、水路部の所掌事項が次のように定められた。
- 水路の測量
- 兵要海象の観測
- 水路図誌、航空図誌の調製準備、保管・供給
- 航海、航空保安に関する事項

1922年（大正11年）7月20日、第5課（気象）を設置。
1938年（昭和13年）4月1日、副官を廃止し、総務課を設置。
1939年（昭和14年）5月1日、上海航路部を設置。
1940年（昭和15年）12月15日、上海航路部を上海海軍航路部と改称。
1941年（昭和16年）5月15日、これまでの課を廃止し、総務部、会計部、第1部第1課（図誌）、同第2課（製鈑印刷）、第2部第3課（水路測量）、同第4課（天文観測）、同第5課（海象観測）、第3部第6課（気象観測）、同第7課（気象調査研究）、修技所（教育）を設置。
1943年（昭和18年）3月1日、南方海軍航路部をスラバヤに設置。
1944年（昭和19年）9月6日、水路研究部を設置。
1945年（昭和20年）1月25日、南方海軍航路部を廃止。
1945年（昭和20年）の終戦により海軍省は廃止となり、同年11月29日に水路部は運輸省に移管され、運輸省「水路部」となった。

## 庁舎
- 明治4年7月28日(1871年9月12日) - 兵部省海軍部に「水路局」設置[2]。築地にある海軍兵学寮の校舎の1室(8坪)を使用[2]。
  - 11月20日(1871年12月31日) - 休業中の築地ホテル館(勝鬨橋際)を買収し移転[2]。
- 明治5年2月26日(1872年4月3日) - 大火により築地ホテル館焼失[9]。
  - 2月28日(1872年4月5日) - 芝山内の松蓮社に仮居[9]。同日海軍省が発足し、海軍省「水路局」となる[9]。
- 1873年(明治6年)1月30日 - 芝山内海軍省属舎(9番、10番)に移転[23]。
  - 6月頃[12] - 7番、8番属舎に移転[23]。
- 1875年(明治8年)12月 - 海軍省属舎2番、3番属舎に移転[23](8,200坪余り[23]、三島谷属舎と呼ばれる[12])。
- 1879年(明治12年)2月 - 隣接の2,500坪の土地が下附される[23]。
- 1894年(明治27年)9月28日 - 御成門の旧海軍軍医学校跡地に移転[24]。
- 1910年(明治43年)12月16日 - 庁舎を東京市京橋区築地4丁目1番地の新庁舎に移転し[24]、翌17日より事務を開始[25]。 (敷地面積7,456坪[24])
- 1923年(大正12年)9月1日 - 関東大震災による火災で、庁舎を始め、創立以来の資料、原稿、原板のほとんどを失う[24]。
- 1924年(大正13年)3月26日 - 仮庁舎完成[24]。
- 1930年(昭和5年)2月2日 - 新庁舎が完成[24]。
- 1945年(昭和20年)3月10日 - 東京大空襲で施設の大半が焼失[24]。

## 歴代部長
水路頭
- (海軍大丞兼水路頭[26])真田庵：明治5年11月14日(1872年12月14日)[12] - 1876年(明治6年)3月18日[26]
- (水路権頭)柳楢悦：明治5年10月22日(1872年11月22日) - 1876年8月31日

（注）水路頭は少将相当、水路権頭は大佐相当。
水路局長
- 柳楢悦 大佐：1876年8月31日[13] -

水路部長
1. (海軍水路部長)柳楢悦 少将：1886年1月29日 - 1888年4月18日
2. 肝付兼行 大佐：1888年(明治21年)4月19日[27] - (1888年(明治21年)6月27日までは部長心得[27])
3. 横尾道昱 大佐：1892年(明治25)12月23日[27] -
4. 肝付兼行 大佐：1894年(明治27年)6月27日[27] - 1905年11月2日
5. 松本和 少将：1905年(明治38年)11月2日[27] -
6. 坂本一 大佐：1906年(明治39年)11月22日[27] - 1908年8月28日
7. 中尾雄 少将：1908年(明治41年)8月28日[27] - 1911年12月1日
8. 伊藤乙次郎 少将：1911年(明治44年)12月1日[27] - 1912年4月20日
9. 川島令次郎 少将：1912年(明治45年)4月20日[27] - 1913年12月1日
10. 江口麟六 少将：1913年(大正2年)12月1日[27] -
11. 上村経吉 少将：1914年(大正3年)12月1日[27] - 1915年12月13日
12. 釜屋六郎 少将：1915年(大正4年)12月13日[27] - 1916年12月1日
13. 布目満造 少将：1916年(大正5年)12月1日[27] -
14. (心得)[要出典]犬塚助次郎 大佐：1920年(大正9年)10月1日[27] -
15. 内田虎三郎 少将：1923年(大正12年)6月1日[27] -
16. 植村信男 少将：1924年(大正13年)12月5日[27] - 1925年12月1日
17. 米村末喜 少将：1925年(大正14年)12月1日[27] -
18. 植村茂夫 少将：1930年(昭和5年)12月1日[27] -
19. 小野弥一 少将：1932年昭和7年(12月1日[27] -
20. 太田垣富三郎 少将：1935年(昭和10年)11月15日[27] -
21. 小池四郎 少将：1937年(昭和12年)12月1日[27] -
22. 小林仁 少将：1941年(昭和16年)6月2日[27] -
23. 副島大助 中将：1941年(昭和16年)11月20日[27] -
24. 阿部嘉輔 中将：1943年(昭和18年)6月21日[27] -
25. 木村進 中将：1945年(昭和20年)5月1日[27] - 11月29日